# Володарский сельский округ (Московская область)
Володарский сельский округ — упразднённая административно-территориальная единица, существовавшая на территории Ленинского района Московской области в 1994—2006 годах.
Казанско-Богородский сельсовет был образован в первые годы советской власти. По данным 1919 года он входил в состав Домодедовской волости Подольского уезда Московской губернии.
В 1926 году Казанско-Богородский с/с включал село Казанско-Богородское и деревню Малое Саврасово.
В 1929 году Казанско-Богородский с/с был отнесён к Раменскому району Московского округа Московской области. При этом он был переименован в Володарский сельсовет.
17 июля 1939 года к Володарскому с/с были присоединены Прудковский (селения Большое Саврасово, Григорчиково, Прудки, Редькино, посёлок Сталино) и Семивражский (селение Семивраги) с/с.
27 июля 1951 года селение Семивраги было передано из Володарского с/с в Шестовский сельсовет Подольского района.
10 апреля 1953 года из Володарского с/с в Нижне-Мячковский сельсовет были переданы селения Большое Саврасово, Григорчиково, Прудки и Редькино.
14 июня 1954 года Володарский и Константиновский с/с объединились в Сталинский сельсовет.
3 июня 1959 года Раменский район был упразднён и Сталинский с/с вошёл в Люберецкий район.
28 июля 1960 года Сталинский с/с был возвращён в восстановленный Раменский район.
30 сентября 1960 года Сталинский с/с был передан в Ульяновский район. При этом входившие в него селения Константиново, Малое Саврасово и Плетениха были переданы в Егановский сельсовет.
16 ноября 1961 года Сталинский с/с был переименован в Володарский сельсовет, а его центр — посёлок Сталино — в посёлок Володарский.
1 февраля 1963 года Ульяновский район был упразднён и Володарский с/с вошёл в Ленинский сельский район. 11 января 1965 года Володарский с/с был передан в восстановленный Ленинский район.
3 февраля 1994 года Володарский с/с был преобразован в Володарский сельский округ.
В ходе муниципальной реформы 2004—2005 годов Володарский сельский округ прекратил своё существование как муниципальная единица. При этом все его населённые пункты были переданы в сельское поселение Володарское.
29 ноября 2006 года Володарский сельский округ исключён из учётных данных административно-территориальных и территориальных единиц Московской области.